# A101 (België)
De Belgische A101 was een geplande snelweg ten zuidoosten van Antwerpen. De snelweg zou het knooppunt Ranst verbinden met de E19/A1 of de R6 ten noorden van Mechelen. Deze verbinding zou ervoor zorgen dat het verkeer van Brussel naar de Kempen en omgekeerd niet via de Antwerpse kleine ring zou hoeven te rijden.
In andere plannen, vanaf de jaren 70, zou de grote ring R2 starten bij Ranst (in plaats van Wommelgem) om dan af te buigen naar Kontich. De A101 werd behouden en zou ten noorden van Lier dan aftakken van de Grote Ring en een korte verbinding vormen tussen de R2 en de R6. Via de R6 zou men dan de A2 'Vlaamse Transversale' ten zuidoosten van Mechelen kunnen bereiken. Tijdens de aanleg van de verkeerswisselaar van Ranst in 1972 werden de nodige grondwerken voor de R2 al uitgevoerd. Deze zandlichamen zijn nog steeds zichtbaar in het landschap.
Na een studie aangevraagd door de Vlaamse regering in het begin van de 21ste eeuw werden de ideeën voor deze verbinding definitief geschrapt. De verbinding zou het landbouwgebied tussen Ranst en Mechelen te zwaar aantasten en zou te ver van het probleemgebied (de Antwerpse agglomeratie) liggen om een oplossing te bieden voor de verzadiging van de R1. Een autosnelweg via het tracé van de huidige R11 of de R2 Wommelgem-Kontich die in de jaren 60 ontworpen werd, loopt wel doorheen dit probleemgebied, meer bepaald de zuidoostelijke stadsrand van Antwerpen, en zou zodoende beter presteren dan de aanleg van de A101. De aanleg van autosnelweg R11bis werd vanaf 2014 onderzocht door de Vlaamse regering, waarna hij in 2017 werd verworpen in het Oosterweelcompromis.